# Sebastes alutus
Sebastes alutus är en fiskart som först beskrevs av Gilbert, 1890.  Sebastes alutus ingår i släktet Sebastes och familjen kungsfiskar. Inga underarter finns listade i Catalogue of Life.